# 김지애 (의사)
김지애는 대한민국의 의사이자 삼성서울병원 마취통증의학과 교수이다.

## 학력
- 서울대학교 의학과 (졸업)
- 서울대학교 대학원 의학과 (졸업)
- 서울대학교 대학원 의학과 (졸업)

## 경력
- 2013.04.~ 삼성서울병원 마취통증의학과 교수
- 2013.04.~ 성균관대학교 의과대학 마취통증의학과 교수
- 2007.04.~2013.03. 삼성서울병원 마취통증의학과 부교수
- 2007.04.~2013.03. 성균관대학교 의과대학 마취통증의학과 부교수
- 2003.03.~2007.03. 성균관대학교 의과대학 마취통증의학과 조교수